# Yeat
Yeat, de son vrai nom Noah Smith, né le 26 février 2000 à Irvine en Californie, est un rappeur, chanteur, auteur-compositeur-interprète et producteur de musique américain. Il se fait connaître pour son style musical expérimental mêlant sonorités lo-fi, production futuriste, utilisation marquée de l'autotune et un univers visuel codifié. Sa personnalité énigmatique, son langage inventé et son esthétique singulière participent à construire une image de rappeur culte auprès d’un public jeune et fidèle.
Actif depuis 2015, il connaît un tournant décisif en 2021 lorsque son morceau Sorry Bout That devient viral sur les réseaux sociaux, attirant l’attention d’artistes majeurs comme Drake, Lil Uzi Vert ou Young Thug. Il enchaîne ensuite les succès commerciaux : cinq de ses albums se classent dans le Top 10 du Billboard 200, dont 2 Alivë (2022), AftërLyfe (2023), 2093 (2024) et LYFESTYLE (2024), ce dernier atteignant la première place. Il collabore également avec Drake en 2023 sur le morceau IDGAF, qui débute à la première place du Billboard Global 200. En cumulant plus de 16 milliards de streams, Yeat s’impose comme l’une des figures les plus marquantes du rap alternatif de sa génération.

## Jeunesse
Noah Smith est né le 26 février 2000 à Irvine, en Californie d'une mère d'origine roumaine et d'un père d'origine mexicaine. Ce dernier était membre d'un groupe et possédait de nombreux instruments. 
Durant son enfance, il vit d’abord à Fullerton, en Californie, avant que sa famille ne s’installe à Portland, dans l’Oregon.  C’est là qu’il fréquente le Lakeridge High School. Après avoir obtenu son diplôme, il déménage à New York afin de poursuivre sa carrière musicale puis à Los Angeles, où il vit actuellement,.

## Carrière

### 2015-2021: débuts de carrière
Yeat a commencé sa carrière en 2015, faisant à l'origine de la musique sous le nom de Lil Yeat ; les titres sortis sous ce nom ont depuis été supprimés d'Internet. Le 30 juin 2018, Yeat fait sa première apparition sous son surnom actuel, avec la publication de son morceau intitulé Br!nk sur la chaîne YouTube Elevator. Yeat déclare avoir créé le nom Yeat alors qu'il était sous l'influence de la drogue en cherchant mot familier au public,. Son nom de scène a également été décrit comme une combinaison de « yeet » et « heat » (« chaleur » en anglais). Il sort sa première mixtape Deep Blue Strips le 20 septembre 2018. Le 21 février 2019, il sort le clip de son morceau Stay Up sur Elevator.

### 2021-présent: Succès viral,Up 2 Më,2 Alivë et AftërLyfe
Avant ses succès commerciaux et ses albums d'envergure, Yeat a opéré un changement radical de style musical, notamment au niveau des instrumentales, du mixage et de la création d'un univers artistique unique, qui reste aujourd'hui sa signature. En 2021, il entame une série de quatre albums publiés la même année, parfois enregistrant plusieurs morceaux en une seule nuit. Ce parcours démarre avec l'album 'ALIVË', sorti au début de l'année, qui marque clairement cette évolution artistique et révèle au grand public l'identité musicale de Yeat, notamment avec des titres comme 'died B4'. "ALIVË" ferait référence à la consommation excessive de drogues et à une possible overdose de Yeat.
Yeat connaît un succès viral grâce à des plateformes telles que TikTok en 2021,. Il se fait connaître avec la sortie de sa mixtape 4L en juin 2021 comprenant notamment les titres Sorry Bout That et Money Twërk., 4L marque aussi le début de la collaboration avec le beatmaker BNYX. Yeat est alors considéré comme un "rappeur tiktok".
En août 2021, il sort l'EP Trëndi qui connaît un plus grand succès grâce aux morceaux Mad Bout That et Fukit. C'est la que Yeat a commencé a rajouter des bruits de cloches (bells) sur ses instrumentales. Cela devient alors sa marque de fabrique.
Toujours en août 2021, un extrait de sa chanson Gët Busy devient viral en ligne, attirant une attention considérable des médias et des fans lors de sa sortie. La chanson a été particulièrement citée par les médias pour sa réplique : « cette chanson a déjà été tournée mais voici une cloche », qui a été immédiatement suivie par la sonnerie des cloches de l'église (souvent incorporées dans ses musiques). Des rappeurs comme Drake et Lil Yachty ont également fait référence à sa réplique.
Le 10 septembre 2021, Yeat sort son album Up 2 Më en contrat avec Interscope Records. L'album est particulièrement bien accueilli par la critique,. Après la fin du contrat avec Interscope, Yeat signe chez Field Trip Recordings, une joint-venture entre Geffen Records et Interscope Records, promesse qu'il avait faite à Zack Bia
Le 22 janvier 2022, Up 2 Më fait ses débuts sur le Billboard 200, atteignant la 183ème place. Toujours en janvier 2022, Yeat annonce la date de sortie de son prochain album 2 Alivë pour la mi-février. Sa chanson U Could Tëll est alors présentée lors d'un épisode d'Euphoria intitulé You Who Cannot See, Think of Their Who Can, sorti en février.
Il sort le single Still Countin le 11 février 2022, ainsi qu'un clip vidéo associé réalisé par Cole Bennett. Le 18 février 2022, Yeat  sort son premier album 2 Alivë via Geffen Records, Interscope Records, Field Trip Recordings, Listen To The Kids et Twizzy Rich. Il fait ses débuts à la 6ème place du Billboard 200 avec environ 36 000 unités vendues, ce qui en fait son projet le mieux vendu. Le 1er avril 2022, la version deluxe de 2 Alivë intitulée 2 Alivë (Geëk Pack) sort. Le 29 avril 2022, il sort un single avec Internet Money Records intitulé No Handoutz.
Yeat est également chargé de créer une chanson pour une bande-annonce produite par Lyrical Lemonade de Minions: The Rise of Gru. Rich Minion sort alors le 28 juin 2022. La chanson est rapidement associée à GentleMinions, un mème Internet consistant en des spectateurs allant assister au film en complet,.
Le 2 septembre, Yeat sort Talk, un single de son EP Lyfë  sorti le 9 septembre,.
Le 6 décembre 2022, Yeat annonce une tournée dans 27 villes aux États-Unis et au Canada. La tournée débute le 5 mars 2023 à Toronto au Canada et s'est terminée le 17 avril 2023 à Détroit aux États-Unis.
Le 24 février 2023, il sort son troisième album studio AftërLyfe produit par Geffen Records, Field Trip Recordings et Twizzy Rich. Celui-ci contient notamment le titre No morë talk.
Le 16 février 2024 à 00h00, Yeat sort son quatrième album studio 2093 produit par Capitol Records, Field Trip Recordings et Lyfestyle Corporation. Cet album contient notamment un featuring avec Future et Lil Wayne, et a été teasé par le compte Lyfestylecorporation sur Instagram avec des vidéos dystopiques dans lesquelles Lyfestyle Corporation est au contrôle de la société. Le morceau If We Being Rëal gagne en popularité sur TikTok en raison de plusieurs vidéos humoristiques du film Kingdom of Heaven à propos du roi Baudouin IV.

## Style musical
Yeat a commencé à faire de la musique avec une voix imprégnée d'Auto-Tune. En 2021, il a adopté un son plus agressif et basé sur l'utilisation de synthétiseur, rejoignant un groupe croissant de rappeurs utilisant des « rage beats », un style musical s'étant democratisé sur la plateforme SoundCloud. Son style vocal a établi des comparaisons avec d'autres rappeurs notables comme Playboi Carti, Future et Young Thug. Yeat a déclaré que ces deux derniers sont parmi ses plus grandes inspirations.
Yeat est également connu pour employer un jargon unique dans sa musique, proposant des ad-libs et des phrases inédites telles que « twizzy » et « luh geeky », faisant aussi souvent référence à Tonka dans ses paroles. Son père a été l'une des sources d'inspiration pour lui en matière de création de mots uniques, puisqu'il inventait lui-même ses propres mots quand Yeat était enfant.
Certains aspects de la musique de Yeat l'ont amené à être associé à divers memes et tendances Internet, en particulier son utilisation fréquente de sons de cloche dans la production de ses chansons,,,.

## Discographie
- 530 Mixtape (2017)
- Deep Blue Strips (2018)

- Wake Up Call (2019)
- Different Creature (2019)

- I’m So Me (MW2019)
- We Us (2020)
- Hold Ön (2020)
- Alivë (2021)
- 4L (2021)
- Trëndi (2021)
- Up 2 Më (2021)
- 2 Alivë (2022)
- 2 Alivë (Geëk Pack) (2022)
- Lyfë (2022)
- AftërLyfe (2023)
- 2093 (2024)
- Lyfestyle (2024)
- Dangerous Summer (2025)